# Дебора Леві
Дебора Леві (28 серпня 1997 , Ділленбург, Гессен, Німеччина ) — німецька бобслеїстка, олімпійська чемпіонка 2022 року.

## Виступи на Олімпійських іграх
| Рік  | Місце проведення | Двійки |
| ---- | ---------------- | ------ |
| 2022 | Пекін, Китай     | 1      |

## Виступи на чемпіонатах світу
| Рік  | Місце проведення      | Двійки |
| ---- | --------------------- | ------ |
| 2021 | Альтенберг, Німеччина | 3      |

## Виступи на чемпіонатах Європи
| Рік  | Місце проведення       | Двійки |
| ---- | ---------------------- | ------ |
| 2021 | Вінтерберг, Німеччина  | 1      |
| 2022 | Санкт-Моріц, Швейцарія | 3      |